# General Aircraft Hamilcar
General Aircraft Hamilcar byl největší a nejtěžší britský vojenský výsadkový kluzák používaný v druhé světové válce. Jeho nejvýznamnější akcí bylo vylodění spojenců v Normandii. Vzhledem k možnosti nést sedmitunový náklad byl užíván k přepravě těžké techniky včetně lehkých tanků typu Locust nebo Tetrarch. Kluzáky tahaly zejména čtyřmotorové letouny Handley Page Halifax a Short Stirling.
Verze  General Aircraft GAL-58 Hamilcar X byla vybavena dvěma hvězdicovými motory Bristol Mercury 31 o výkonu 965 hp, které byly užity jako pomocné při startu, případně pro odlet prázdného letounu po vyložení materiálu.
Pro prototypovou konverzi vzala továrna ze sériové výroby Hamilcarů I stroje LA704 a LA728 a uskutečnila na nich potřebné změny. Na letišti v Lashamu pak šéfpilot GAL Tim Wood v únoru 1945 Hamilcar X zalétal. Zkoušky probíhaly u výrobce pod oficiálním dohledem a v pokusném středisku leteckých výsadkových jednotek Airborne Force Experimental Establishment v Beaulieu u Brockenhurstu v Hampshiru.
Po testovacích letech obou prototypů bylo z produkce bezmotorových Hamilcarů I převedeno osm kusů k motorizaci přímo u firmy a 12 dalších u dodavatelských firem, které se na produkci podílely. Sériové letouny měly instalovány přídavné nádrže o 2090 l, které doplnily standardní nádrže na 1770 l.
V roce 1946 pokračovaly zkoušky Hamilcarů X v rámci AFEE. Druhý prototyp byl v roce 1947 přestavěn na zkoušky radarové antény o průměru 1,8 m, vestavěné do improvizovaně upravené přídě trupu. Jednalo se o první pokusy při vývoji prostředků včasné výstrahy.[zdroj⁠?!]

## Specifikace

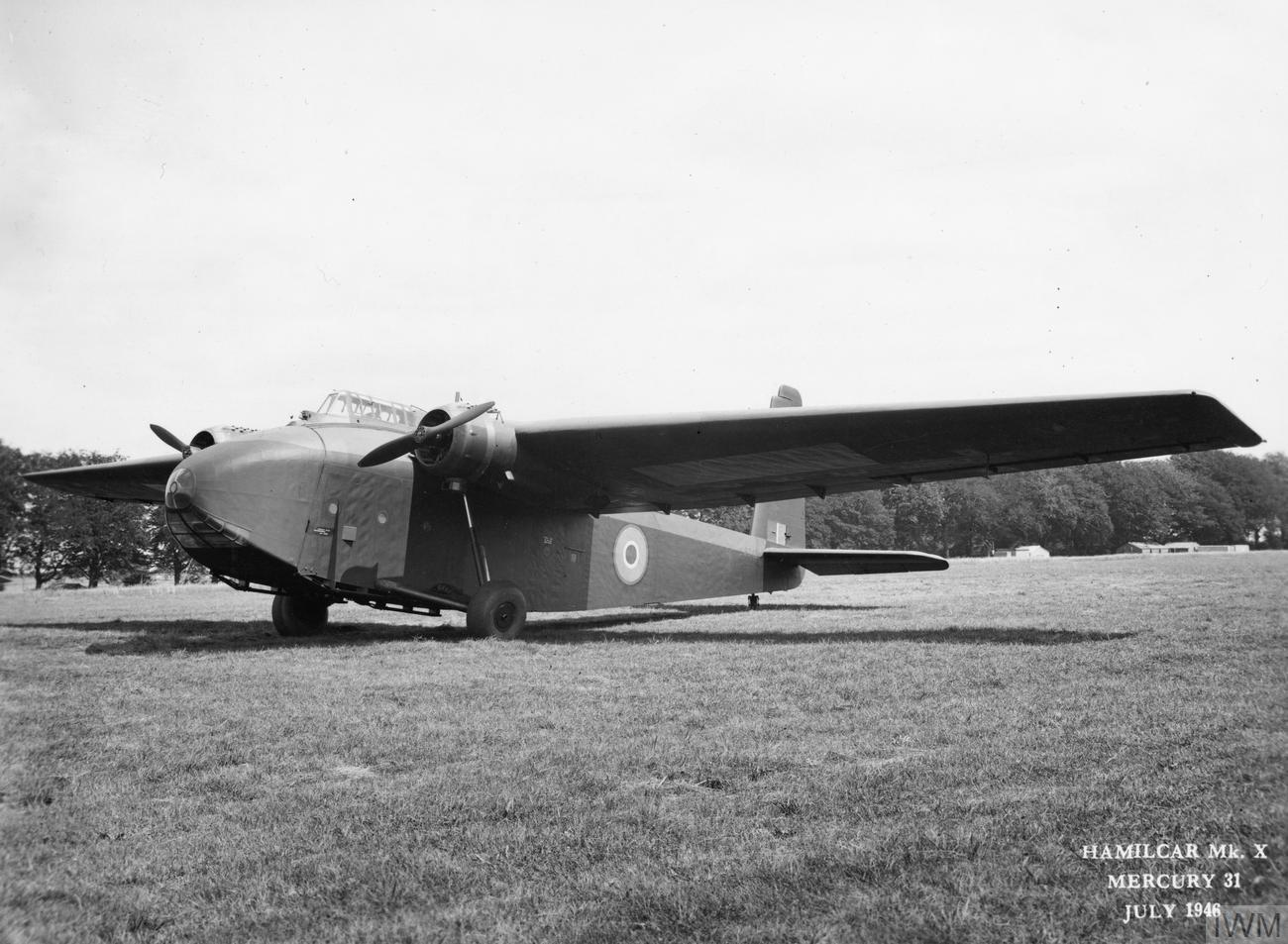
General Aircraft GAL-58 Hamilcar X

### Technické údaje
- Osádka: 2
- Kapacita: 7950 kg
- Rozpětí: 33,53 m
- Délka: 20,73 m
- Výška: 6,17 m
- Nosná plocha: 153,98 m²
- Hmotnost prázdného stroje: 8346 kg
- Vzletová hmotnost: 16 329 kg

### Výkony
- Maximální rychlost: 240 km/h
- Cestovní rychlost: 105 km/h